# Manfred Bues
Manfred Hans Emil Paul Bues (* 5. August 1913 in Greifswald; † 4. September 2012 in Kaiserslautern) war ein deutscher Leichtathlet und Sportwissenschaftler.

## Leben
Bues gehörte vor dem Zweiten Weltkrieg dem Sportverein SC Charlottenburg an. Mit 24 Jahren konnte er promovieren. Bei den Europameisterschaften 1938 gewann er mit Hermann Blazejezak, Erich Linnhoff und Rudolf Harbig in der 4-mal-400-Meter-Staffel die Goldmedaille in 3:13,6 min.
In seiner aktiven Zeit war er 1,79 m groß und wog 76 kg. Bues war fünf Jahre in sowjetischer Kriegsgefangenschaft und konnte nach seiner Heimkehr aufgrund eines Hungerödems nicht mehr an frühere Leistungen anknüpfen. Dennoch erreichte er 1954 als 41-Jähriger über 400 Meter 49,8 s. Bis zu seiner Pensionierung war Bues am Heinrich-Heine-Gymnasium in Kaiserslautern tätig. Zusammen mit dem späteren DLV-Präsidenten August Kirsch und mit Karl Koch schrieb der Sportwissenschaftler das Buch Leichtathletischer Mehrkampf bei den Bundes-Jugendspielen, das ab 1958 in mehreren Auflagen bei Bartels und Wernitz erschien.

## Persönliche Bestzeiten
- 100 Meter: 10,8 s, 1937
- 200 Meter: 22,0 s, 4. September 1937 in Berlin
- 400 Meter: 48,8 s, 25. Juni 1938 in Berlin